# Porroecia hystrix
Porroecia hystrix är en kräftdjursart som först beskrevs av Angel och Ellis 1981.  Porroecia hystrix ingår i släktet Porroecia och familjen Halocyprididae. Inga underarter finns listade i Catalogue of Life.